# Jaume Munar
Jaume Munar (Barcelona, 5 mei 1997) is een Spaanse tennisspeler. Hij heeft nog geen ATP-toernooien gewonnen. Hij deed al verschillende keren mee aan grandslamtoernooien. Hij heeft twee challengers in het enkelspel op zijn naam staan.

## Palmares

### Palmares enkelspel
| Legenda                       | Legenda               |
| ----------------------------- | --------------------- |
| Grand Slam                    |                       |
| Olympische Spelen             |                       |
| tot 2009                      | vanaf 2009            |
| Tennis Masters Cup            | ATP Finals            |
| ATP Masters Series            | ATP Tour Masters 1000 |
| ATP International Series Gold | ATP Tour 500          |
| ATP International Series      | ATP Tour 250          |

| Nr.                  | Datum           | Toernooi     | Ondergrond | Tegenstander in finale | Score         | Details |
| -------------------- | --------------- | ------------ | ---------- | ---------------------- | ------------- | ------- |
| Verloren finales     |                 |              |            |                        |               |         |
| 1.                   | 11 april 2021   | ATP Marbella | Gravel     | Pablo Carreño Busta    | 6-1, 2-6, 6-4 | Details |
| Gewonnen challengers |                 |              |            |                        |               |         |
| 1.                   | 6 augustus 2017 | Segovia      | Hardcourt  | Alex de Minaur         | 6-3, 6-4      |         |
| 2.                   | 9 juni 2018     | Prostejov    | Gravel     | Laslo Đere             | 6-1, 6-3      |         |

### Palmares dubbelspel
| Nr.                              | Datum         | Toernooi     | Ondergrond | Partner           | Tegenstanders in finale          | Score               | Details |
| -------------------------------- | ------------- | ------------ | ---------- | ----------------- | -------------------------------- | ------------------- | ------- |
| Verloren finales herendubbel     |               |              |            |                   |                                  |                     |         |
| 1.                               | 14 maart 2021 | ATP Santiago | Gravel     | Federico Delbonis | Simone Bolelli Máximo González   | 6-7(4), 4-6         | Details |
| Gewonnen challengers herendubbel |               |              |            |                   |                                  |                     |         |
| 1.                               | 23 juli 2017  | Poznań       | Gravel     | Guido Andreozzi   | Tomasz Bednarek Gonçalo Oliveira | 6-7(4), 6-3, [10-4] |         |

## Resultaten grote toernooien
| Legenda | Legenda                          |
| ------- | -------------------------------- |
| g.t.    | geen toernooi gehouden           |
| l.c.    | lagere categorie                 |
| –       | niet deelgenomen                 |
| G       | uitgeschakeld in de groepsfase   |
| 1R      | uitgeschakeld in de eerste ronde |
| 2R      | uitgeschakeld in de tweede ronde |
| 3R      | uitgeschakeld in de derde ronde  |
| 4R      | uitgeschakeld in de vierde ronde |
| KF      | uitgeschakeld in de kwartfinale  |
| HF      | uitgeschakeld in de halve finale |
| F       | de finale verloren               |
| W       | het toernooi gewonnen            |
| w-v     | winst/verlies-balans             |

### Enkelspel
| toernooi             | 2018 | 2019 | 2020 | 2021 | 2022 | 2023 |
| -------------------- | ---- | ---- | ---- | ---- | ---- | ---- |
| grandslamtoernooien  |      |      |      |      |      |      |
| Australian Open      | 1R   | 1R   | 2R   | –    | 1R   | 1R   |
| Roland Garros        | 2R   | 1R   | 1R   | 2R   | 2R   |      |
| Wimbledon            | –    | 1R   | g.t. | 1R   | 2R   |      |
| US Open              | 2R   | 1R   | 1R   | 1R   | 1R   |      |
| ATP Masters 1000     |      |      |      |      |      |      |
| Indian Wells         | –    | 1R   | g.t. | 1R   | 3R   |      |
| Miami                | –    | 2R   | g.t. | –    | 1R   |      |
| Monte Carlo          | –    | 2R   | g.t. | –    | 1R   |      |
| Madrid               | –    | 1R   | g.t. | 1R   | –    |      |
| Rome                 | –    | –    | –    | –    | –    |      |
| Montreal/Toronto     | –    | –    | g.t. | –    | –    |      |
| Cincinnati           | –    | –    | –    | –    | 1R   |      |
| Shanghai             | –    | –    | g.t. | g.t. | g.t. |      |
| Parijs               | –    | –    | –    | –    | –    |      |
| olympisch            |      |      |      |      |      |      |
| Olympische Spelen    | g.t. | g.t. | g.t. |      | g.t. | g.t. |
| statistieken         |      |      |      |      |      |      |
| totaal aantal titels | 0    | 0    | 0    | 0    | 0    | 0    |
| eindejaarsranking    | 81   | 86   | 110  | 77   | 58   |      |

### Dubbelspel
| Grandslamtoernooien  |      |      |    |
| Australian Open      | –    | 2R   | –  |
| Roland Garros        | 1R   | –    | –  |
| Wimbledon            | 2R   | g.t. | 3R |
| US Open              | –    | –    |    |
| ATP Masters 1000     |      |      |    |
| Indian Wells         | –    | g.t. |    |
| Miami                | –    | g.t. | –  |
| Monte Carlo          | –    | g.t. | –  |
| Madrid               | 2R   | g.t. | 1R |
| Rome                 | –    | –    | –  |
| Montreal/Toronto     | –    | g.t. |    |
| Cincinnati           | –    | –    |    |
| Shanghai             | –    | g.t. |    |
| Parijs               | –    | –    |    |
| Olympische Spelen    |      |      |    |
| Olympische Spelen    | g.t. | g.t. |    |
| statistieken         |      |      |    |
| totaal aantal titels | 0    | 0    | 0  |
| eindejaarsranking    | 170  | 172  |    |